# Lijst van personen overleden in januari 2013
Dit is een lijst van bekende personen die zijn overleden in januari 2013.

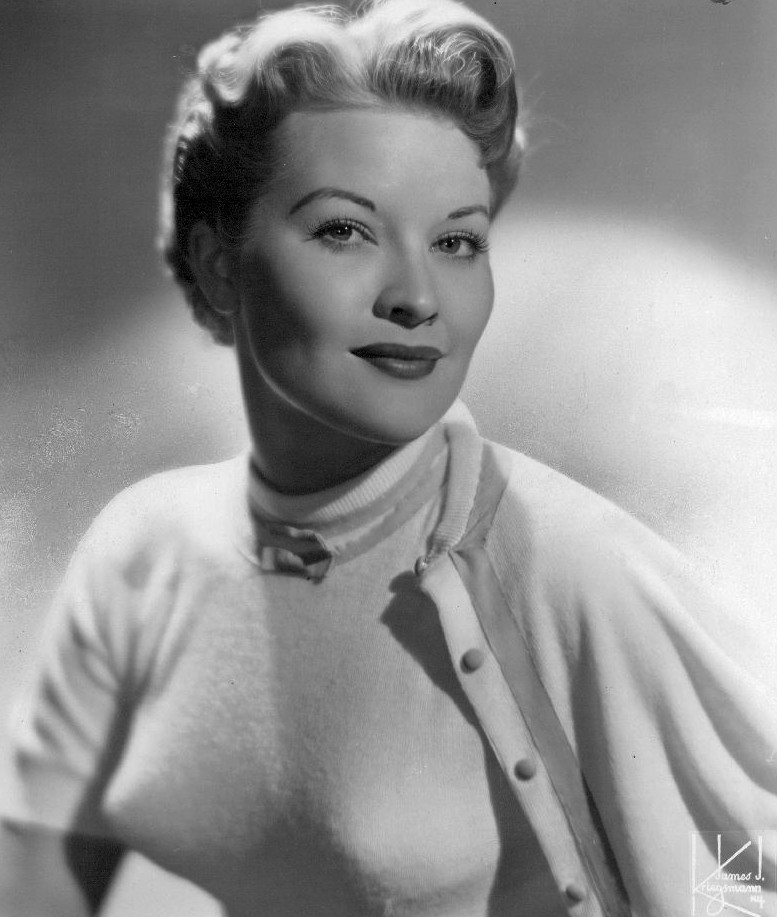
Patti Page
1 januari

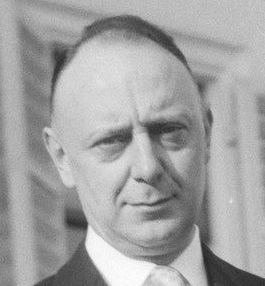
Gerard Helders
6 januari

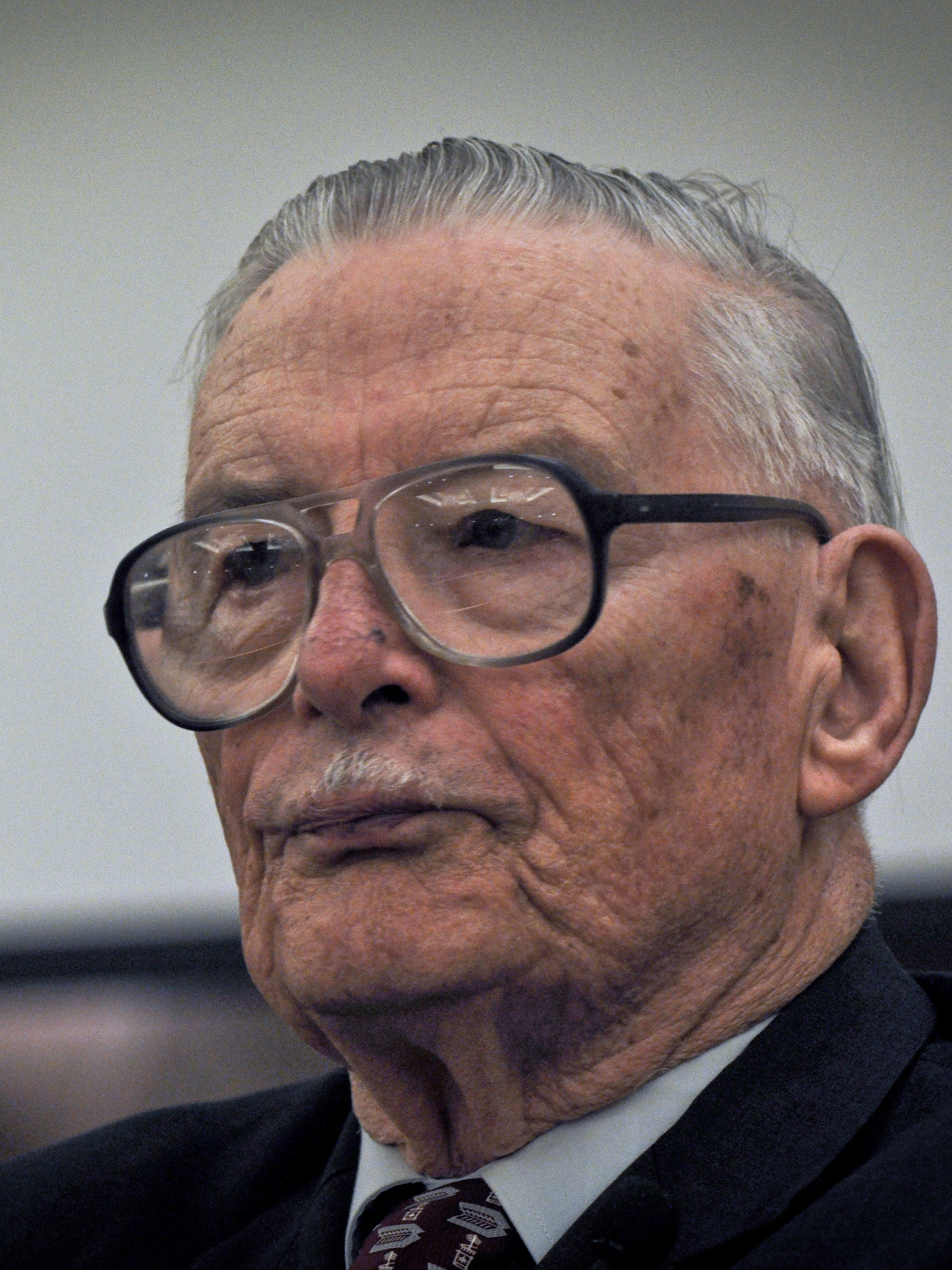
James M. Buchanan
9 januari

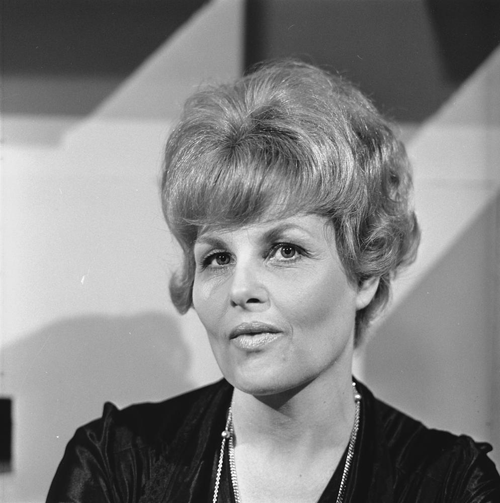
Christel Adelaar
10 januari

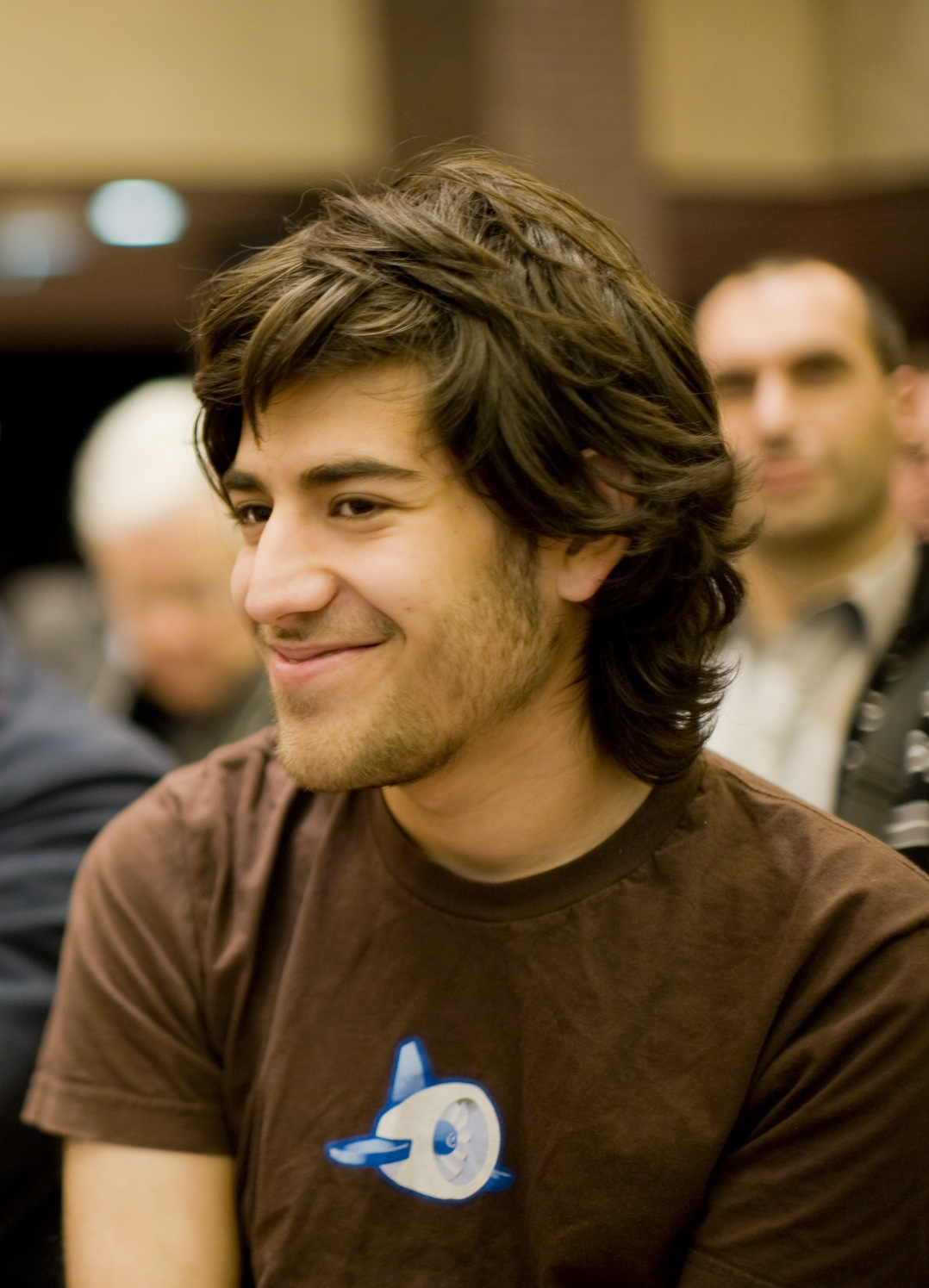
Aaron Swartz
11 januari

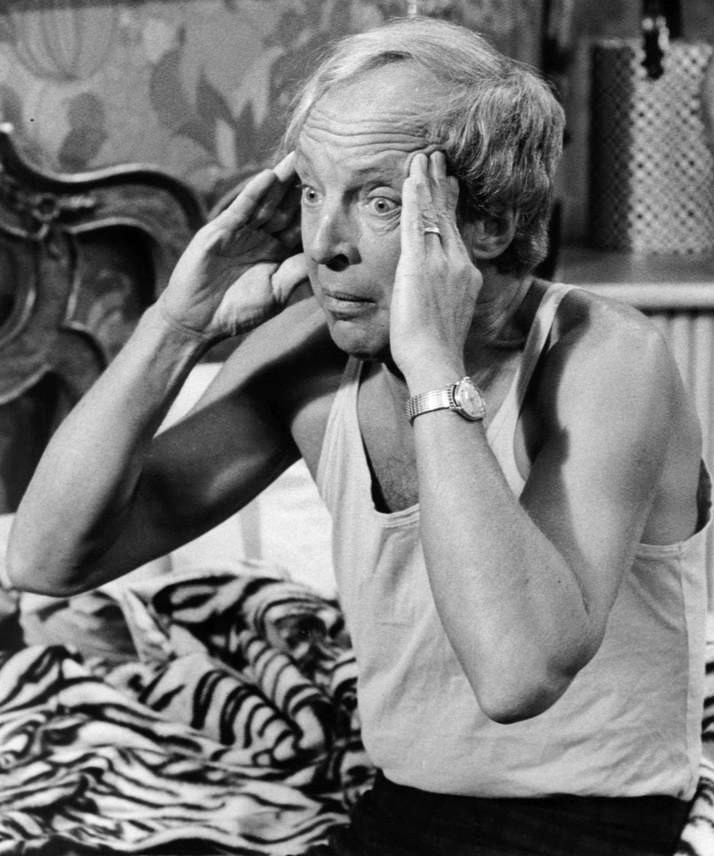
Conrad Bain
14 januari

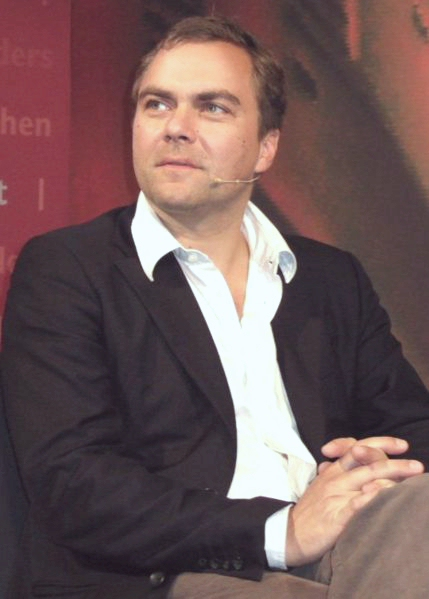
Jakob Arjouni
17 januari

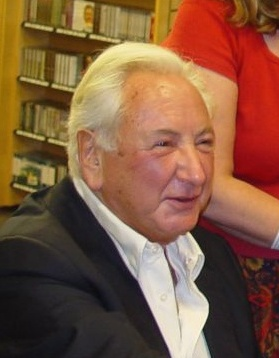
Michael Winner
21 januari

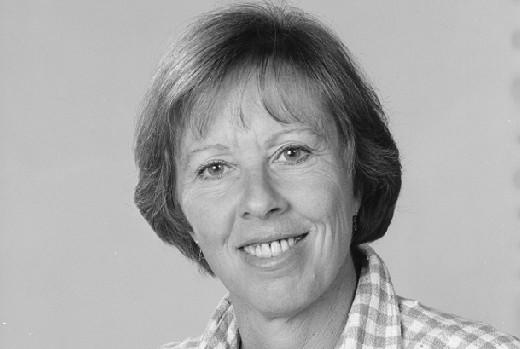
Ellen Blazer
22 januari

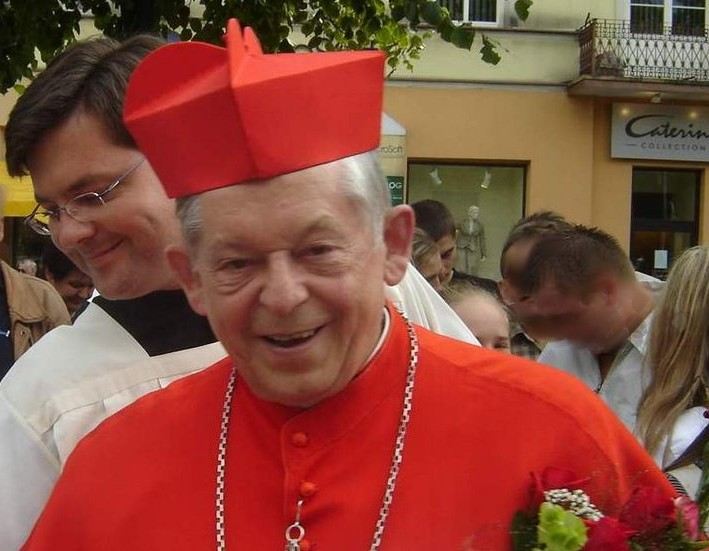
Józef Glemp
23 januari

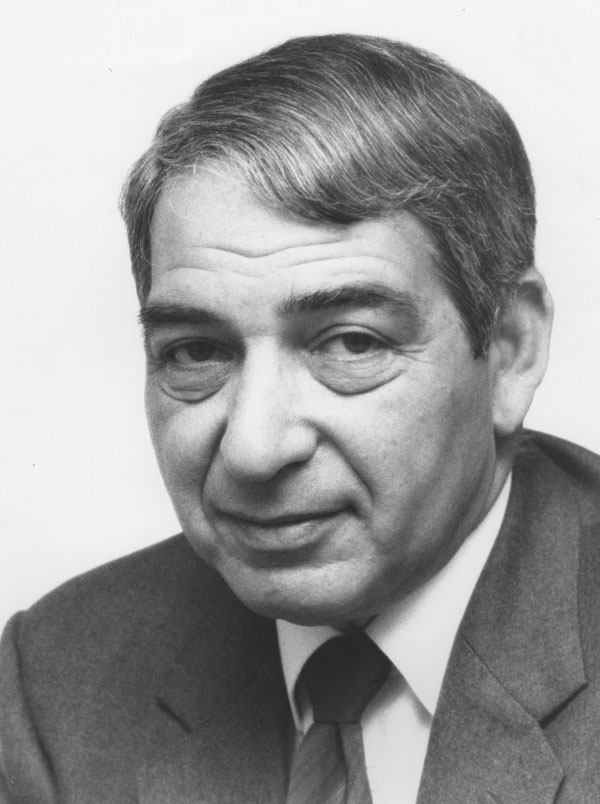
Frank Hahn
29 januari

| 1 | 2 | 3 | 4 | 5 | 6 | 7 | 8 | 9 | 10 | 11 | 12 | 13 | 14 | 15 | 16 | 17 | 18 | 19 | 20 | 21 | 22 | 23 | 24 | 25 | 26 | 27 | 28 | 29 | 30 | 31 |
| - | - | - | - | - | - | - | - | - | -- | -- | -- | -- | -- | -- | -- | -- | -- | -- | -- | -- | -- | -- | -- | -- | -- | -- | -- | -- | -- | -- |

### 1 januari
- Adrian Bentzon (83), Deens jazzpianist en -componist[1]
- Patti Page (85), Amerikaans zangeres[2]
- Barbara Werle (84), Amerikaans actrice[3]

### 2 januari
- Zaharira Harifai (83), Israëlisch actrice[4]
- Ladislao Mazurkiewicz (67), Uruguayaans voetbaldoelman[5]
- Rudolf Szanwald (81), Oostenrijks voetbaldoelman[6]

### 3 januari
- Ferdel Schröder (65), Belgisch politicus[7]
- Burry Stander (25), Zuid-Afrikaans mountainbiker[8]

### 4 januari
- George Falconer (66), Schots voetballer[9]
- Derek Kevan (77), Engels voetballer[10]
- Tony Lip (82), Amerikaans acteur[11]
- Charles van Tassel (75), Amerikaans-Nederlands bas-bariton[12]

### 5 januari
- Piet de Bekker (91), Nederlands burgemeester[13]
- Pierre Cogan (98), Frans wielrenner[14]
- Ann-Britt Leyman (90), Zweeds atlete[15]
- Jan Simoen (59), Belgisch jeugdboekenschrijver[16]

### 6 januari
- Tale Evenhuis (97), Nederlands burgemeester[17]
- Gerard Helders (107), Nederlands politicus[18]
- Madanjeet Singh (88),  Indiaas schilder, fotograaf, schrijver, filantroop en diplomaat[19]
- Bart Van den Bossche (48), Belgisch zanger en presentator[20]

### 7 januari
- Willy Basteyns (76), Belgisch acteur[21]
- Ludwig Mans (83), Surinaams-Nederlands voetballer[22]

### 8 januari
- Cornel Pavlovici (69), Roemeens voetballer[23]
- Léon Povel (101), Nederlands hoorspel- en televisieregisseur[24]

### 9 januari
- James M. Buchanan (93), Amerikaans econoom[25]
- Charly Jacobs (64), Belgisch voetballer[26]

### 10 januari
- Christel Adelaar (77), Nederlands actrice[27]
- Antonino Calderone (77), Italiaans maffioso[28]
- Johannes Hoorn (63), Nederlands dominee[29]

### 11 januari
- Mariangela Melato (71), Italiaans actrice[30]
- Aaron Swartz (26), Amerikaans programmeur en internetactivist[31]

### 12 januari
- Leon Leyson (83), jongste van de 1100 joden gered door Oskar Schindler[32]
- Leo Nelissen (91), Nederlands presentator en cabaretier[33]
- Koto Okubo (115), Japans langstlevend persoon[34]

### 13 januari
- Bille Brown (61), Australisch acteur[35]
- Andrea Carrea (88), Italiaans wielrenner[36]

### 14 januari
- Conrad Bain (89), Amerikaans acteur[37]

### 15 januari
- Nagisa Oshima (80), Japans filmregisseur[38]
- John Thomas (71), Amerikaans atleet[39]

### 16 januari
- Burhan Doğançay (83), Turks schilder[40]
- Nic Potter (61), Brits bassist en gitarist[41]

### 17 januari
- Jakob Arjouni (48), Duits schrijver[42]
- Jos de Beus (60), Nederlands politicoloog en hoogleraar[43]
- Claude Black (80), Amerikaans jazzpianist[44]
- Julia Burgers-Drost (74), Nederlands familieromanschrijver[45]
- Robert Chew (52), Amerikaans acteur[46]
- Yves Debay (58), Belgisch journalist[47]
- Toon Schuurmans (82), Nederlands bokser[48]
- Rolf Wilhelm (85), Duits componist en dirigent[49]

### 18 januari
- Sean Fallon (90), Iers voetballer[50]
- Alfons Lemmens (93), Nederlands voetballer[51]
- Jon Mannah (23), Australisch rugbyspeler[52]
- Morné van der Merwe (39), Zuid-Afrikaans rugbyspeler[53]

### 19 januari
- Abderrahim Goumri (36), Marokkaans atleet[54]
- Taiho Koki (72), Japans sumoworstelaar[55]
- Ian Wells (48), Brits voetballer[56]

### 20 januari
- Ron Fraser (79), Amerikaans honkbalcoach[57]
- Frans van Hoof (71), Nederlands schrijver en stadsdichter[58]
- Toyo Shibata (101), Japans schrijfster[59]

### 21 januari
- Michael Winner (77), Brits filmregisseur en culinair recensent[60]

### 22 januari
- Ellen Blazer (81), Nederlands televisieredacteur en -regisseur[61]

### 23 januari
- Józef Glemp (83), Pools kardinaal[62]
- Jimmy Payne (86), Brits voetballer[63]
- Veit Relin (86), Oostenrijks acteur, filmregisseur en scenarioschrijver[64]

### 26 januari
- Frans Vanderborght (83), Belgisch politicus[65]

### 27 januari
- Phạm Duy (91), Vietnamees componist[66]
- Fabiola (66), Nederlands performancekunstenaar[67]

### 28 januari
- John Karlin (94), Amerikaans industrieel psycholoog[68]
- Ladislav Pavlovič (86), Tsjechisch voetballer[69]

### 29 januari
- Frank Hahn (87), Brits econoom[70]
- Arif Peçenek (53), Turks voetballer en voetbaltrainer[71]

### 30 januari
- Gemba Fujita (76), Japans componist, muziekpedagoog en dirigent[72]
- Roger Raveel (91), Belgisch schilder[73]

### 31 januari
- Maurice Hensmans (86), Belgisch politicus[74]

1900 ·
1901 ·
1902 ·
1903 ·
1904 ·
1905 ·
1906 ·
1907 ·
1908 ·
1909 ·
1910 ·
1911 ·
1912 ·
1913 ·
1914 ·
1915 ·
1916 ·
1917 ·
1918 ·
1919 ·
1920 ·
1921 ·
1922 ·
1923 ·
1924 ·
1925 ·
1926 ·
1927 ·
1928 ·
1929 ·
1930 ·
1931 ·
1932 ·
1933 ·
1934 ·
1935 ·
1936 ·
1937 ·
1938 ·
1939 ·
1940 ·
1941 ·
1942 ·
1943 ·
1944 ·
1945 ·
1946 ·
1947 ·
1948 ·
1949 ·
1950 ·
1951 ·
1952 ·
1953 ·
1954 ·
1955 ·
1956 ·
1957 ·
1958 ·
1959 ·
1960 ·
1961 ·
1962 ·
1963 ·
1964 ·
1965 ·
1966 ·
1967 ·
1968 ·
1969 ·
1970 ·
1971 ·
1972 ·
1973 ·
1974 ·
1975 ·
1976 ·
1977 ·
1978 ·
1979 ·
1980 ·
1981 ·
1982 ·
1983 ·
1984 ·
1985 ·
1986 ·
1987 ·
1988 ·
1989 ·
1990 ·
1991 ·
1992 ·
1993 ·
1994 ·
1995 ·
1996 ·
1997 ·
1998 ·
1999 ·
2000 ·
2001 ·
2002 ·
2003 ·
2004 ·
2005 ·
2006 ·
2007 ·
2008 ·
2009 ·
2010 ·
2011 ·
2012 ·
2013 ·
2014 ·
2015 ·
2016 ·
2017 ·
2018 ·
2019 ·
2020 ·
2021 ·
2022 ·
2023 ·
2024 ·
2025